# Murvenjak
Koordinati:   43°50′00″N, 15°30′42″E
Murvenjak je nenaseljen otoček v šibeniškem arhipelagu. Otoček leži okoli 2 km južno od Vrgade. Njegova površina meri 0,61 km², dolžina obalnega pasu je 4,71 km. Najvišji vrh na otočku, ki se imenuje Veli Vrh, je visok 64 mnm.